# Thomas Seay
Thomas Seay, född 20 november 1846 i Greene County, Alabama, död 30 mars 1896 i Greensboro, Alabama, var en amerikansk politiker (demokrat). Han var guvernör i Alabama 1886–1890.
Seay deltog i amerikanska inbördeskriget i Amerikas konfedererade staters armé och tillfångatogs av nordstaternas trupper. Efter krigstjänst och en kort tid i krigsfångenskap studerade Seay vid Southern University. Han utexaminerades 1867 och studerade därefter juridik. Sin advokatkarriär inledde han 1869 i Greensboro.
Seay vann guvernörsvalet 1886 som demokraternas kandidat. Han tog ställning emot lynchningar och emot alkoholförbud. Som guvernör fick han igenom lagstiftning som begränsade kvinnors och barns arbetsdag till åtta timmar. Lagen, som var den första av sitt slag i sydstaterna, var i kraft fram till år 1894. Att lagen faktiskt fullföljdes kontrollerades aldrig särskilt noga. Satsningar inom utbildningspolitikens område var det viktigaste som Seay åstadkom som guvernör. I svåra ekonomiska tider vädjade jordbrukarna till guvernören för hjälp men han var inte särskilt vänligt inställd till deras intressen. Seay efterträddes 1890 som guvernör av Thomas G. Jones.